# فينتر
فينتر (بالإنجليزية: Winter)‏ هو مبرمج أمريكي، ولد في 20 مارس 1972 في شيكاغو في الولايات المتحدة.

## وصلات خارجية
- الموقع الرسمي
- فينتر على موقع IMDb (الإنجليزية)
- فينتر على موقع قاعدة بيانات الفيلم (الإنجليزية)